# Comujo
Comujo (auch: Cumujo, Concepción Comujo oder Comojo) ist eine Ortschaft im Departamento Oruro im Hochland des südamerikanischen Anden-Staates Bolivien.

## Lage im Nahraum
Comujo ist eine Ortschaft im Kanton Villa Vitalina im Municipio Sabaya in der Provinz Sabaya. Die Ortschaft liegt auf dem bolivianischen Altiplano auf einer Höhe von 3683 m am nordwestlichen Ufer des Salzsees Salar de Coipasa.

## Geographie
Das Klima in der Region ist semiarid, der Jahresniederschlag liegt bei nur 200 mm (siehe Klimadiagramm Sabaya). Von April bis November herrscht Trockenzeit mit Monatswerten von weniger als 10 mm Niederschlag, die Feuchtezeit im Sommer ist kurz und der Regen wenig ergiebig. Die Jahresdurchschnittstemperatur liegt bei knapp 7 °C ohne wesentliche Schwankungen im Jahresverlauf, aber mit starken Tagesschwankungen der Temperatur und häufigem Frostwechsel.
Die Vegetation in der Region entspricht der semiariden Puna. Sie ist baumlos und setzt sich vor allem aus Dornsträuchern, Gräsern, Sukkulenten und Polsterpflanzen zusammen. Sie wird wirtschaftlich als Lama-, Alpaka- und Schafweide genutzt.

## Verkehrsnetz
Comujo liegt in einer Entfernung von 217 Straßenkilometern südwestlich von Oruro, der Hauptstadt des gleichnamigen Departamentos.
Von Oruro aus führt die weitgehend unbefestigte Nationalstraße Ruta 12 über 189 Kilometer in südwestlicher Richtung über Ancaravi und Huachacalla bis Sabaya und weiter nach Pisiga an der chilenischen Grenze. Von Sabaya aus führt eine unbefestigte Landstraße in südlicher Richtung und erreicht über die Ortschaften Villa Rosario und Villa Vitalina nach 28 Kilometern Comujo.

## Bevölkerung
Die Einwohnerzahl des Ortes ist in dem Jahrzehnt zwischen den beiden letzten publizierten Volkszählungen auf etwa die Hälfte zurückgegangen. Detaildaten der aktuellen Volkszählung von 2012 liegen noch nicht vor:
| Jahr | Einwohner | Quelle       |
| ---- | --------- | ------------ |
| 1992 | 57        | Volkszählung |
| 2001 | 31        | Volkszählung |
| 2012 | 184       | Volkszählung |
| 2024 |           | Volkszählung |

Die Region weist einen hohen Anteil an Aymara-Bevölkerung auf, im Municipio Sabaya sprechen 62,9 Prozent der Bevölkerung Aymara.